# Payson, Illinois
Payson är en ort (village) i Adams County i delstaten Illinois, USA. År 2000 hade orten 363 invånare. Den har enligt United States Census Bureau en area på 3,0 km², allt är land.